# Ummeln
Ummeln è una frazione (Ortsteil) del comune di Algermissen, nel land della Bassa Sassonia, in Germania.

## Storia
Già comune autonomo nel circondario di Hildesheim-Marienburg, fu soppresso e incorporato ad Algermissen il 1º marzo 1974.